# Cyperus
Cyperus és un gènere de plantes amb flor de la família de les ciperàcies. És un gran gènere que inclou uns sis centenars d'espècies que es troben tant a les zones tropicals com a les zones temperades. Són plantes anuals o perennes. Moltes són plantes aquàtiques de diferents mesures. Les més menudes no ultrapassen els 5 cm, mentre que les més grans arriben als 5 m d'alçada. Les més conegudes són el papir i la xufa.

## Taxonomia
- Cyperus acuminatus
- Cyperus albostriatus (syn. C. diffusus)
- Cyperus alopecuroides
- Cyperus alternifolius
  - Cyperus alternifolius ssp. flabelliformis (syn. C. involucratus)
- Cyperus angustatus
- Cyperus aquatilis
- Cyperus arenarius
- Cyperus bipartitus
- Cyperus bowmannii
- Cyperus breviculmis
- Cyperus bulbosus
- Cyperus capitatus
- Cyperus carinatus
- Cyperus cephalotes
- Cyperus compressus
- Cyperus concinnus
- Cyperus congestus
- Cyperus conglomeratus
- Cyperus conicus
- Cyperus cyperoides
- Cyperus decompositus
- Cyperus dentatus
- Cyperus diandrus
- Cyperus difformis
- Cyperus distachyos
- Cyperus dives
- Cyperus duripes
- Cyperus echinatus
- Cyperus enervis
- Cyperus eragrostis
- Cyperus esculentus - xufa, xufla
- Cyperus fertilis
- Cyperus flaccidus
- Cyperus flavescens
- Cyperus fulvus
- Cyperus fuscus
- Cyperus gracilis
- Cyperus grayoides
- Cyperus giganteus – "piripiri", cañita
- Cyperus haspan (syn. C. halpan)
- Cyperus helferi
- Cyperus hillebrandii
  - Cyperus hillebrandii ssp. decipiens
  - Cyperus hillebrandii ssp. hillebrandii
- Cyperus holoschoenus
- Cyperus houghtonii
- Cyperus imbecillis
- Cyperus ixiocarpus
- Cyperus javanicus
- Cyperus laevigatus – makaloa (Niihau)
- Cyperus laevis
- Cyperus longus
  - Cyperus longus var. badius
- Cyperus lucidus
- Cyperus lupulinus
  - Cyperus lupulinus ssp. macilentus
- Cyperus luzulae
- Cyperus malaccensis
- Cyperus microcephalus
- Cyperus microcristatus
- Cyperus multifolius
- Cyperus niger
- Cyperus odoratus
- Cyperus ornatus
- Cyperus pangorei
- Cyperus papyrus – papir
  - Cyperus papyrus ssp. hadidii
  - Cyperus papyrus cv. 'Perkamentos'
- Cyperus parishii
- Cyperus pedunculatus
- Cyperus pedunculosus
- Cyperus pennatiformis
  - Cyperus pennatiformis ssp. bryanii
- Cyperus phleoides
- Cyperus platystylis
- Cyperus polystachyos
- Cyperus prolifer – papir nan
- Cyperus pulchellus
- Cyperus rheophytorum
- Cyperus rotundus – (Filipines)
- Cyperus scaber
- Cyperus scariosus
- Cyperus schweinitzii
- Cyperus serotinus
- Cyperus sexflorus
- Cyperus sphaerolepis
- Cyperus sporobolus
- Cyperus squarrosus
- Cyperus strigosus
- Cyperus subulatus
- Cyperus tegetiformis (syn. C. malaccensis var. brevifolius) – xitxitoi
- Cyperus tetraphyllus
- Cyperus textilis
- Cyperus trinervis
- Cyperus umbilensis
- Cyperus unioloides
- Cyperus ustulatus
- Cyperus vaginatus
- Cyperus ventricosus
- Cyperus virens

## Galeria

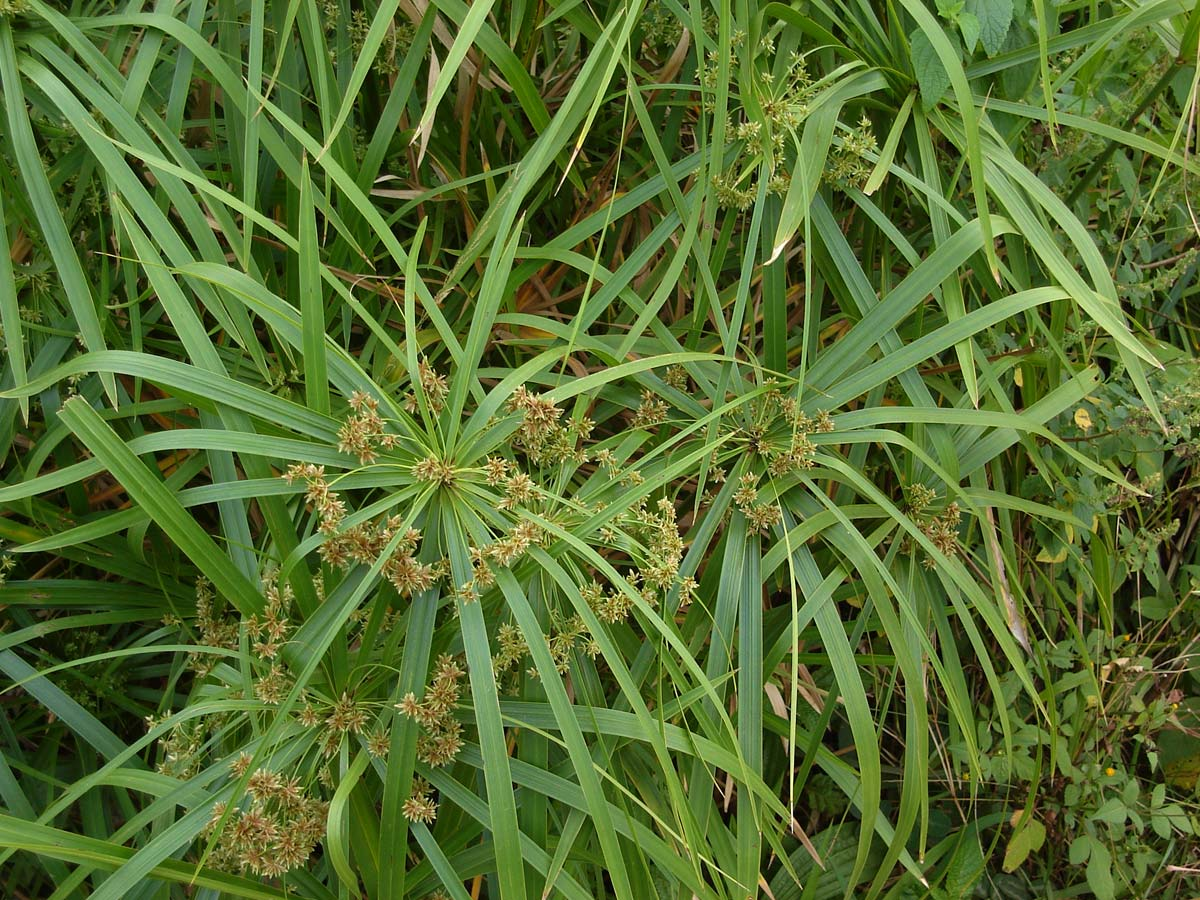
papir para-sol (Cyperus alternifolius)
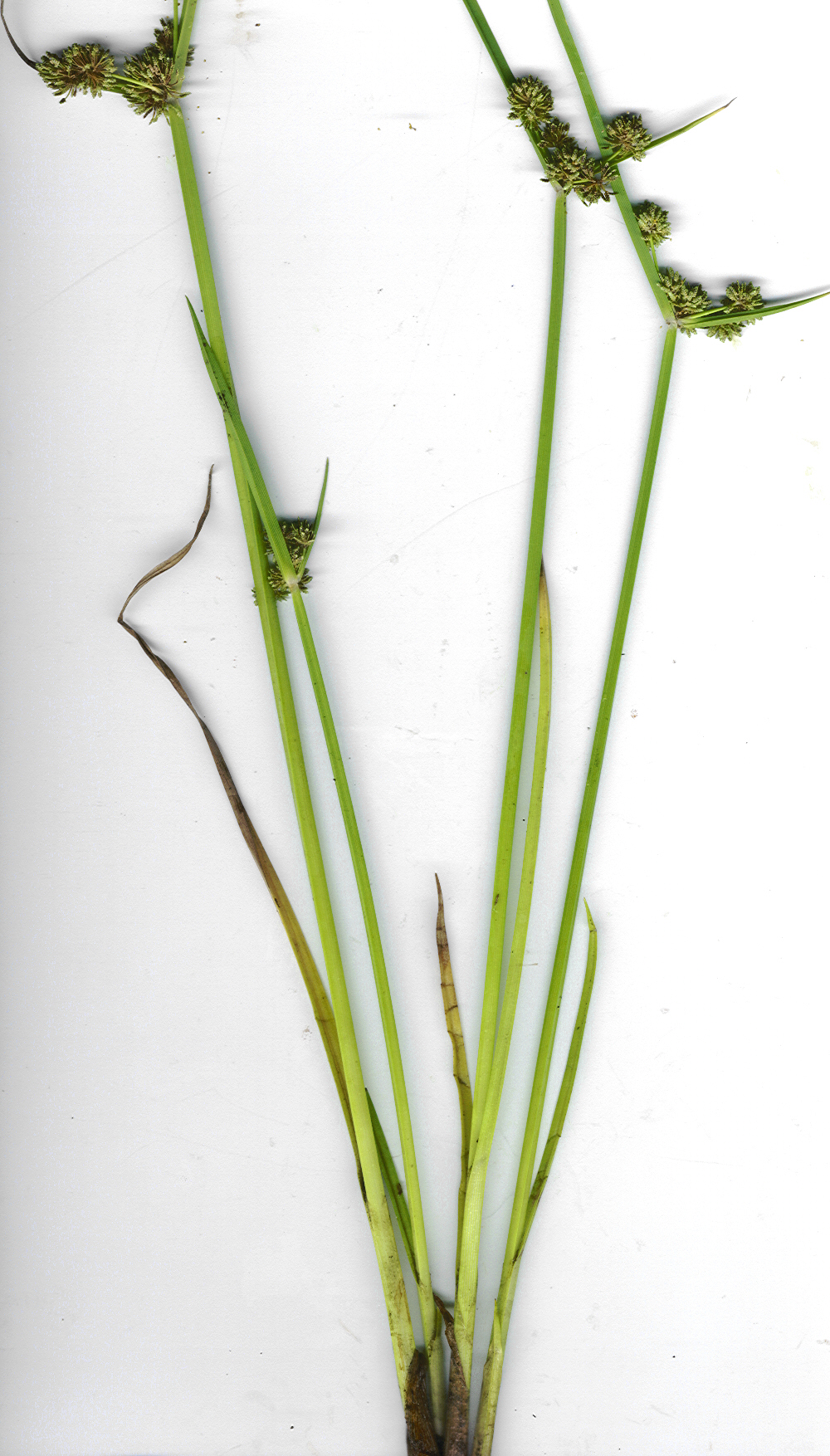
Cyperus difformis
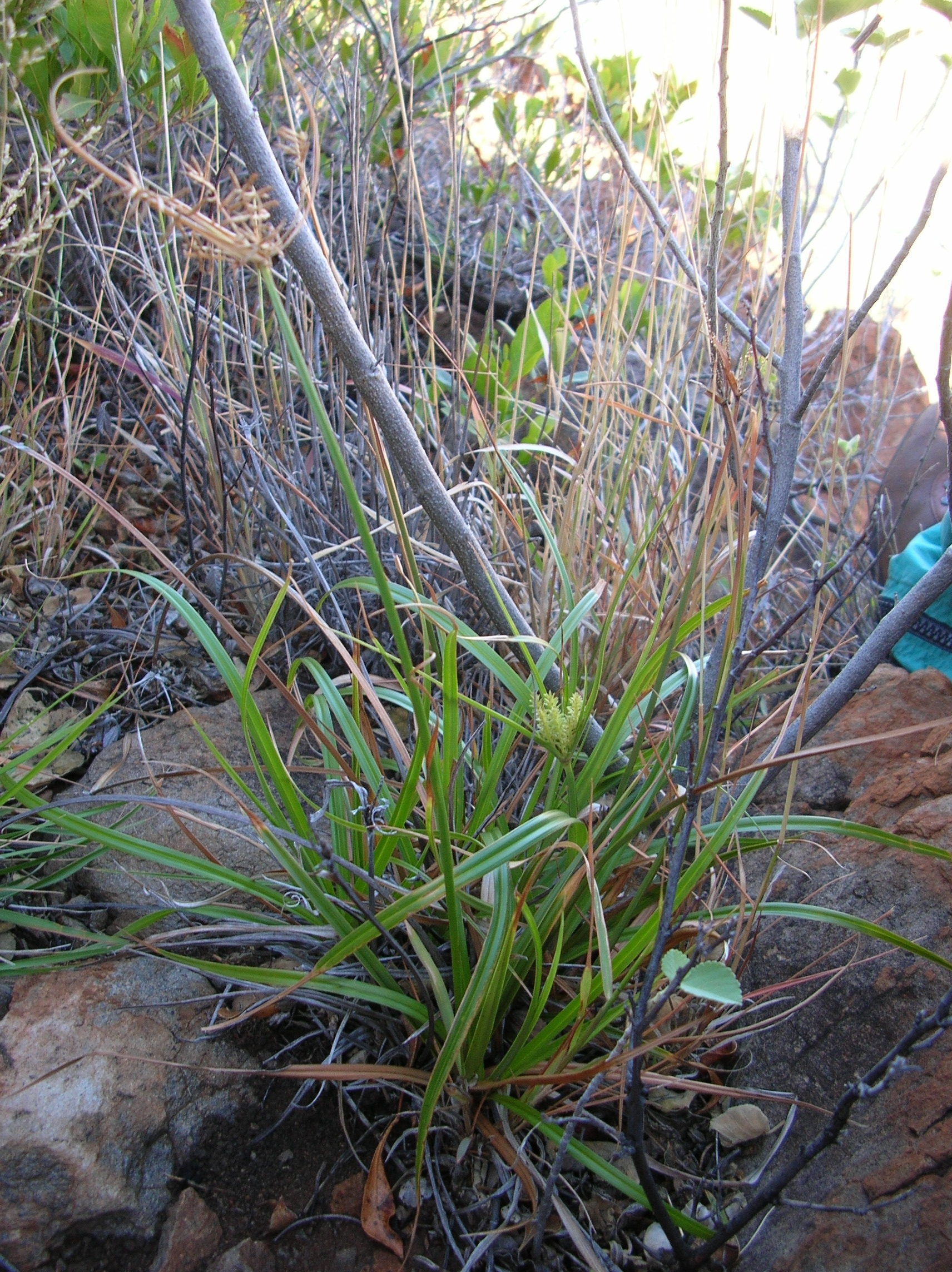
Cyperus hillebrandii ssp. decipiens
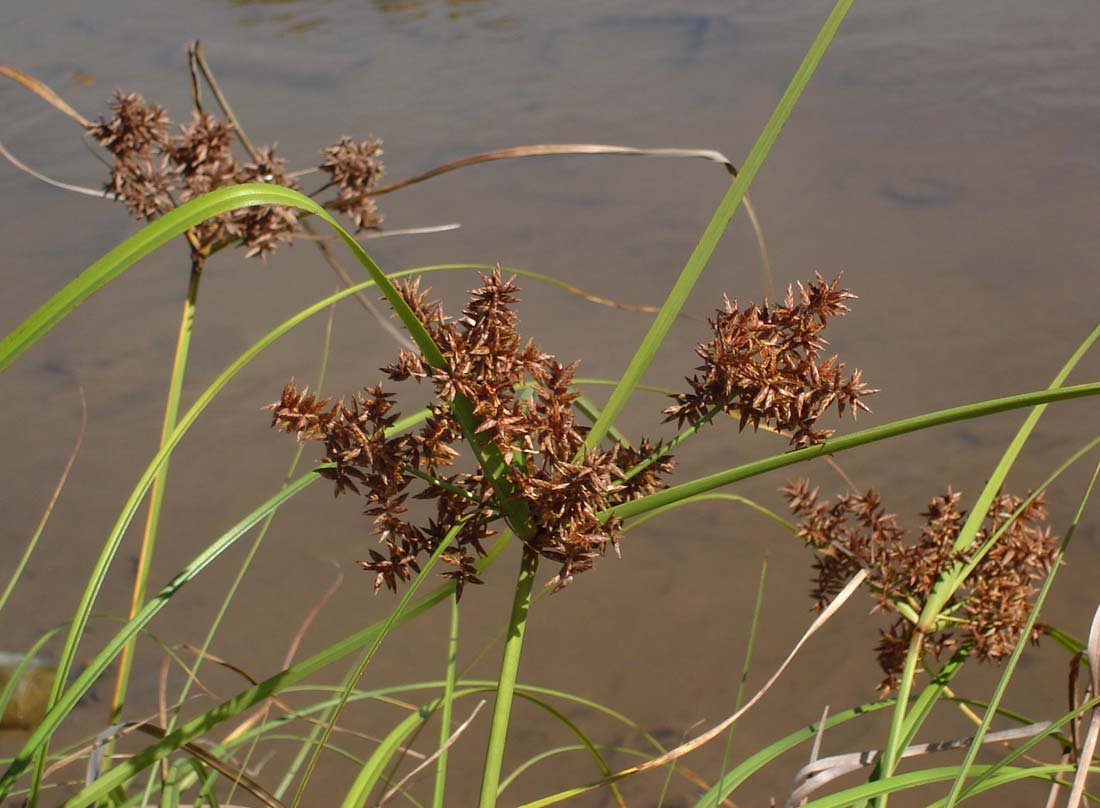
Cyperus javanicus
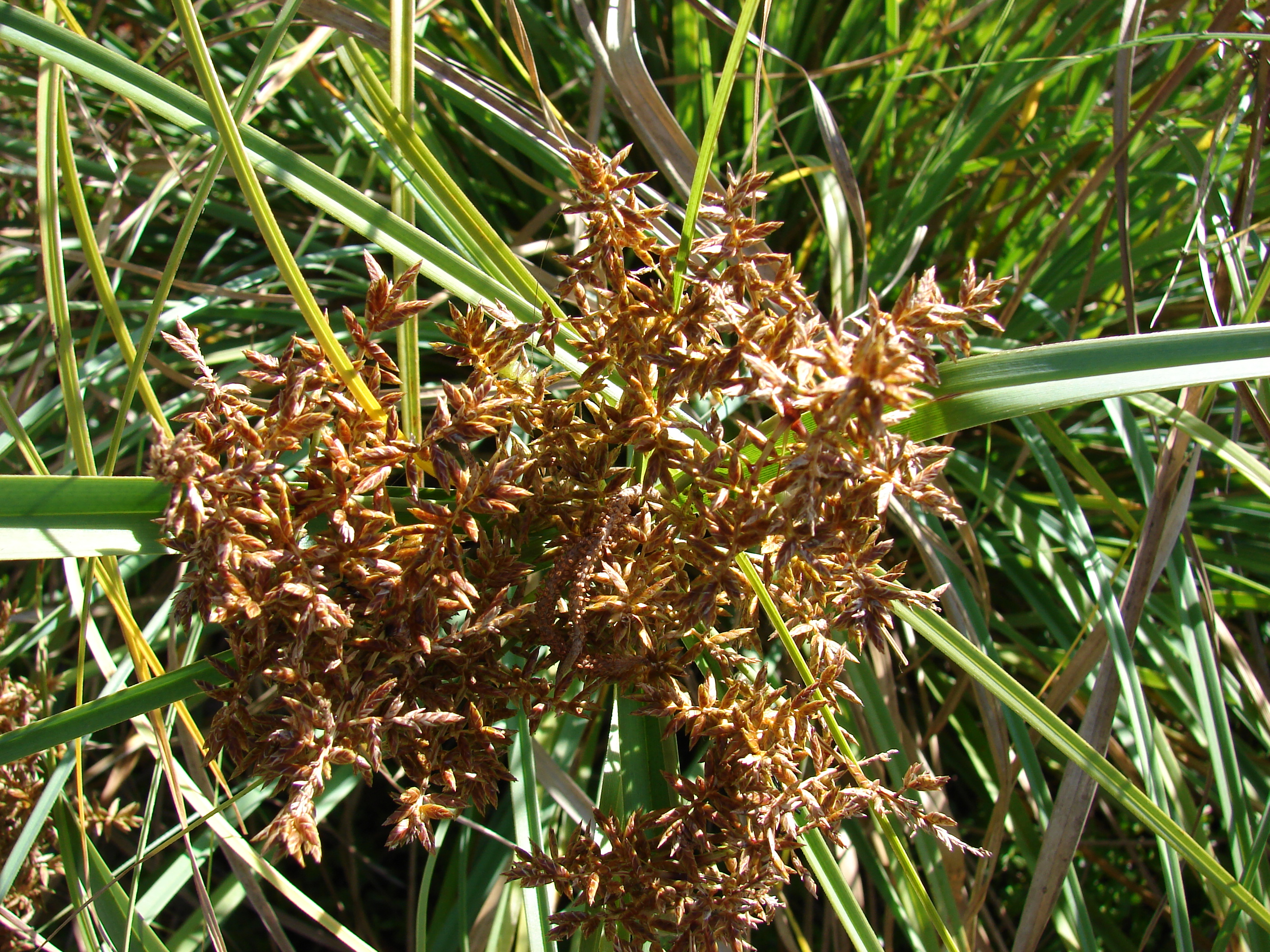
Cyperus javanicus
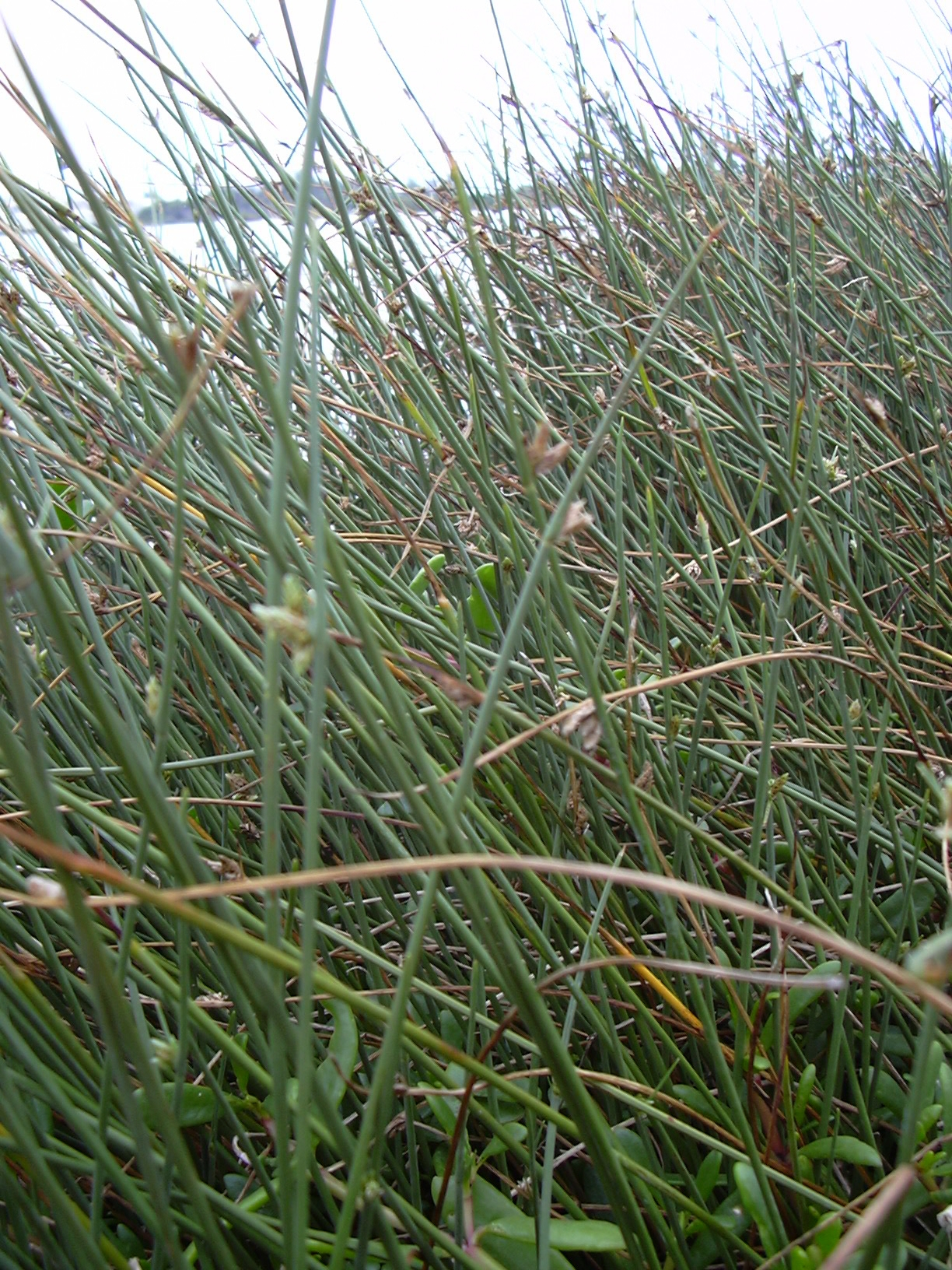
Cyperus laevigatus
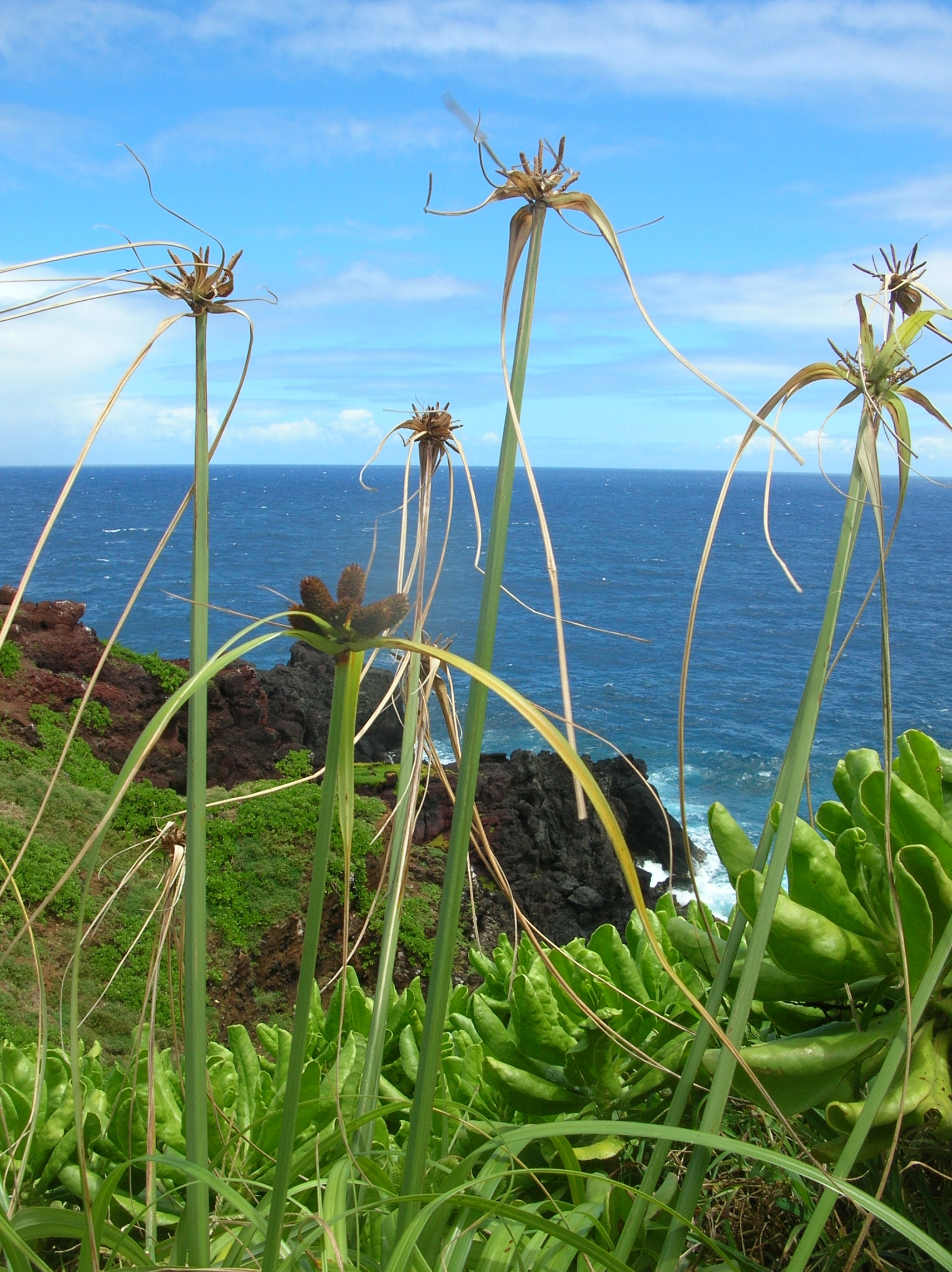
Cyperus phleoides